# سنبلچه

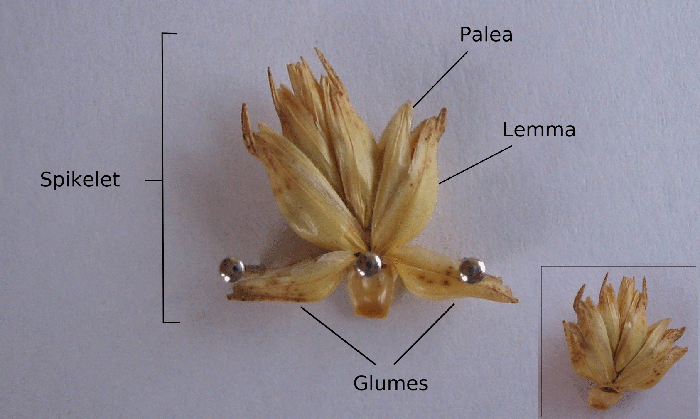
بخش‌های سنبلچه یک علف

سُنبُلچه (به انگلیسی: Lemma) گونه‌ای از آرایش گل است که گل‌های فرعی بدون دم گل به محور اصلی گل متصل باشند. سنبلچه در واقع سنبله‌ای کوچک و واحد پایهٔ گل‌آذین در جَگنیان و گندمیان است.
محور مرکزی سنبلچهٔ گندمیان یا جگنیان محور سنبلچه rachilla نام دارد.
هر سنبلچه معمولاً دارای یک یا دو گلومیا پوشینه است که یکی بالاتر به نام پوشه بالایی و دیگی پایینتر به نام پوشه زیرین است. معمولاً هر دو پوشه معرف یک سنبلچه است که در آن یک یا چندین گلچه قرار دارد. هر گلچه دارای دو براکته، یکی بزرگتر بنام پوشک نخستین Lemma و دیگری کوچکتر به نام پوشک دومین palea است.
در درون پوشک‌های نخستین و دومین معمولاً دو زائده خیلی کوچک بنام پوشینک Lodicule وجود دارد. علاوه بر پوشینک در درون پوشک‌های نخستین و دومین معمولاً ۳ پرچم و یک مادگی با کلاله پرمانند دیده می‌شود.
در برخی از گندمیان به‌جای دو پوشه یک پوشه وجود دارد، مانند گیاه چچم Lolium یا چمن. نوک پوشه معمولاً ساده ولی در بعضی دارای رشته نخی بنام ریشک Aristate می‌باشد. مانند گیاه دم‌گربه‌ای Polypogon. پشت پوشه ممکن است ساده یا گرده‌ماهی یا بدون رگ یا دارای رگ‌هایی باشد که در شناخت گیاه دارای اهمیت است. پوشک نخستین ممکن است دارای ریشک یا بدون آن باشد. ریشک ممکن است انتهایی، مانند علف بره Festuca یا ماقبل انتهایی مانند جارو علفی Bromus یا پشتی مانند جو دوسر باشد. نوع میوه در غلات خشک و گندمه Caryops است و به ندرت فندقه یا سته. در این نوع میوه‌ها دانه به جدار داخلی میوه می‌چسبد و جدا از آن نمی‌باشد. روش تکثیر، بذر، ریزوم و سایر اندام‌های تکثیرپذیر.
قسمت‌های مختلف گل غلات به این شرح است:
- پوشش‌های گل:
- الف) پوشینه بیرونی (تحتانی): دارای ضخامت بیشتری نسبت به پوشینه داخلی است.
- ب) پوشینه داخلی: از نظر ضخامت از پوشینه بیرونی نازکتر است.
- ریشک: درصورت وجود در غلات، مکان آن در انتهای پوشینه بیرونی است. هر غله‌ای که ریشک داشته باشد را رقم ریشک دار و اگر ریشک نداشته باشد به آن رقم بدون ریشک گویند. معمولاً ارقام مقاوم در برابر شرایط محیطی گرم وخشک و همچنین ارقام مناسب دیم کاری، دارای ریشک می‌باشند وارقام مناطق سردسیر معمولاً ریشک ندارند.
- پوشینک‌ها: دوعدد غده‌ای هستند که درقاعده گل قرار دارد. مهم‌ترین نقش آنها این است که باجذب آب متورم شده واین تورم باعث میشودتا پوشش‌های گل (لما و پالما) بمقداربسیارکم از هم فاصله بگیرند. بروز این حالت شرایط رابرای گردافشانی گل‌های دارای نر عقیمی فراهم می‌کند.